# Лиалисы
Лиалисы (лат. Lialis) — род безногих ящериц из семейства чешуеногов. Эндемичен для Австралии и Новой Гвинеи.
Ящерицы специализируются на поедании сцинков. У них подвижные зубы и кости черепа, которые сгибаются, что позволяет им глотать добычу целиком. Яйцекладущие рептилии.

## Виды
По данным Reptile Database на февраль 2025 года включает два вида:
- Lialis burtonis Gray, 1835 — полосатый лиалис
- Lialis jicari Boulenger, 1903 — новогвинейский лиалис[1]